# Manchester Spartans
Manchester Spartans (español: Espartanos de Mánchester) es un extinto equipo de fútbol americano de Mánchester (Reino Unido). 

## Historia
El equipo fue fundado en 1983 con el nombre de Northwich Spartans, cambiando a Manchester Spartans al año siguiente.
Fue uno de los mejores equipos de Europa. Ganaron el Eurobowl de 1990 y las ligas británicas de 1989 (Budweiser Bowl) y 1990. 
En 1993 decidieron pasar a competir en la liga Football League of Europe (FLE), cambiando de nombre a Great Britain Spartans y mudando su sede a Sheffield. La FLE solamente se celebró dos temporadas (1994 y 1995), y el equipo se disolvió.